# Torre de telecomunicaciones de Taskent
La Torre de televisión de Taskent es una torre de telecomunicaciones de 375 metros de altura, ubicada en Taskent, Uzbekistán. La construcción comenzó en 1978 y empezó a funcionar 6 años después, el 15 de enero de 1985.
Es la estructura más alta de Uzbekistán y la segunda de Asia central tras la Central térmica Ekibastuz 2 en Ekibastuz, Kazajistán. Se trata de una estructura vertical fabricada de acero. Su diseño arquitectónico es un producto de las compañías Terxiev, Tsarucov & Semashko.
La torre tiene una plataforma de observación a 97 m de altura. 

## Uso
Los objetivos principales de la torre, son como antena de radio y televisión. La señal llega a los puntos más distantes de la ciudad de Taskent y algunas regiones del sur de Kazajistán. La torre también se utiliza para la comunicación entre los departamentos gubernamentales y distintas organizaciones. La torre también sirve como complejo de una estación hidrometeorológica.